# 해로 (영화)
"해로"는 2012년에 개봉한 대한민국의 영화이다.

## 캐스팅
- 주현 : 민호 역
- 예수정 : 희정 역
- 이남윤 : 승기 역
- 채민희 : 소현 역
- 김봉근 : 호철 역
- 이승훈 : 의사 2 역
- 안내상 (특별출연)
- 우현 (특별출연)